# The Buzz on Maggie
The Buzz on Maggie este un serial de animație american produs de Walt Disney Television Animation. Serialul a avut premiera pe 17 iunie 2005 pe Disney Channel.

## Despre serial
Serialul povestește aventurile unei muște adolescente, Maggie, al cărei vis este să devină o vedetă rock de succes. Ea trebuie să se ocupe însă de familia ei și de școală, care nu fac altceva decât să-i provoace probleme.